# Clubiona bifissurata
Clubiona bifissurata este o specie de păianjeni din genul Clubiona, familia Clubionidae, descrisă de Kritscher, 1966.
Este endemică în New Caledonia. Conform Catalogue of Life specia Clubiona bifissurata nu are subspecii cunoscute.